# Roman II. (Moldau)
Roman II. (* um 1426; † 2. Juli 1448 in Krakau) war vom 13. Juli 1447 bis zum Februar 1448 Herrscher des Fürstentums Moldau.
Roman war der Sohn von Fürst Iliaș I., der das Land zeitweilig zusammen mit seinem Bruder Stephan II. regierte, und der Polin Maria Holszanska, Schwägerin des polnischen Königs Władysław II. Jagiełło. Unter dem Eindruck der Auseinandersetzung zwischen den beiden Brüdern, in deren Verlauf Ilias geblendet wurde, floh er 1443 mit seiner Mutter nach Polen. 1447 kehrte er mit polnischer Unterstützung zurück, beseitigte Stephan II. und bestieg selbst den Thron. Seine Macht teilte er sich dabei mit einem weiteren Onkel, Petru III., der zeitweilig bereits zusammen mit Stephan II. regiert hatte. Dieses fragile Gebilde hielt jedoch nur wenige Monate: Als Petru im Februar 1448 die Schwester des ungarischen Regenten Johann Hunyadi, die erheblich älter war als er selbst, ehelichte, war seine Macht groß genug, um die alleinige Herrschaft zu beanspruchen. Roman musste nach Krakau fliehen, wo er am 2. Juli 1448 im Alter von nur 22 Jahren starb.